# Pyramica inezae
Pyramica inezae är en myrart som först beskrevs av Auguste-Henri Forel 1905.  Pyramica inezae ingår i släktet Pyramica och familjen myror. Inga underarter finns listade i Catalogue of Life.